# Peter Arntz
Petrus Wilhelmus Arntz dit Peter Arntz (né le 5 février 1953 à Leuth) est un footballeur néerlandais des années 1970 et 1980.

## Biographie
En tant que milieu de terrain, Peter Arntz est international néerlandais à cinq reprises (1975-1976 et 1981) pour aucun but inscrit. Il participe à l'Euro 1976, où il ne joue pas contre la Tchécoslovaquie et est titulaire contre la Yougoslavie. Les Pays-Bas terminent troisièmes.
Il joue pour deux clubs néerlandais : Go Ahead Eagles et AZ Alkmaar. Avec le premier, il ne remporte aucun titre, alors qu'avec le second, il remporte le championnat néerlandais en 1981, trois coupes des Pays-Bas et est finaliste de la Coupe UEFA en 1981.

## Clubs
- 1970–1976 :  Go Ahead Eagles
- 1976–1986 :  AZ Alkmaar

## Palmarès
- Championnat d'Europe de football
  - Troisième en 1976
- Championnat des Pays-Bas de football
  - Champion en 1981
  - Vice-champion en 1980
- Coupe des Pays-Bas de football
  - Vainqueur en 1978, en 1981 et en 1982
- Coupe UEFA
  - Finaliste en 1981